# Ègida - Defensa Col·lectiva Anarquista
Ègida - Defensa Col·lectiva Anarquista és un col·lectiu d'advocats defensors de causes contra activistes anarquistes, i que es defineix com a "estructura antirepressiva permanent, front comú de lluita i experiència col·lectiva". La seva activitat de defensa antirepressiva inclou col·lectius però també a individualitats i organitzacions anarquistes de Barcelona i rodalia, represaliades per la seva activitat política. Des d'Ègida s'organitzen campanyes de difusió de causes, actes i mostres de suport, així com d'assenyalament d'injustícies i subjectes i elements repressius estatals i capitalistes. A més fan també posada en comú de la informació i coneixement legal, jurídic i antirepressiu per donar a conèixer la millor manera d'actuar i defensar-se en situacions de conflicte i repressió, difonent així materials i guies antirepressives, així com difonent també particularitats didàctiques pertanyents a casos passats i presents. I si és el cas també poden rebre el suport de serveis jurídics professionals que siguin afins als principis del col·lectiu, que en siguin aliades i que es guiïn pel respecte a les decisions polítiques preses pel col·lectiu i els grups de suport en diferents processos. El grup està dotat d'una caixa antirepressiva i d'un protocol de funcionament per a despeses judicials, a més de dur a terme idees pròpies de finançament alternatives que no provinguin només de beneficis derivats de l'oci festiu, excloent la possibilitat de participació a partits polítics i institucions. Com que la repressió també pot afectar el pla personal i emocional, generant desmobilització i desgast, dins d'Ègida existeix un espai on debatre i compartir vivències dels mateixos membres del col·lectiu.